# 西庙乡
西庙乡，是中华人民共和国四川省广元市剑阁县曾经下辖的一个乡。2020年5月，撤销西庙乡，将其行政区域划归盐店镇管辖。

## 行政区划
西庙乡撤销前下辖以下地区：
上游村、清潭村、八一村、南山村、鲜花村、石花村和石柱村。